# Service militaire en Algérie
Ne doit pas être confondu avec Appelé du contingent lors de la guerre d'Algérie.
Le service militaire en Algérie, ou service national algérien, est l'ensemble des responsabilités militaires légales dictées aux citoyens pour participer à la défense éventuelle du pays par les armes. Concrètement, il s'agit de la durée passée « sous les drapeaux », permettant d'assimiler une instruction militaire et, permettant ainsi à la nation d'avoir une force armée garantissant, en temps de paix, les missions de sécurité à la charge.
Le service militaire est optionel  pour les Algériens âgés au moins de 19 ans et ne concerne que les hommes. La durée du service est de 6 mois. La durée légale qui était de 2 ans depuis son institution en 1968, a connu une première réduction à 18 mois en 1989 et une seconde fois en 2014 à 12 mois.

## Historique
Le service national est instauré le 16 avril 1968.
Le 8 septembre 2014, la durée légale du service national est réduite de 18 à 12 mois par la loi no 14-06 relative au service national du 8 septembre 2014, publiée dans le Journal officiel no 48 du 10 août 2014.

## Cas des médecins
Après six années de spécialisation, les médecins doivent exercer pendant deux à quatre ans dans les endroits reculés de l'Algérie puis, pour les hommes, effectuer leur service militaire. Leur cas est source de tensions sociales,.